# Nematanthus albus
Nematanthus albus är en tvåhjärtbladig växtart som beskrevs av Chautems. Nematanthus albus ingår i släktet Nematanthus och familjen Gesneriaceae. Inga underarter finns listade i Catalogue of Life.